# Okres Liptovský Mikuláš
Okres Liptovský Mikuláš je jedním z okresů Slovenska. Leží v Žilinském kraji, v jeho jihovýchodní části. Na severu hraničí s okresem Tvrdošín a Dolný Kubín, na západě s okresem Ružomberok, na jihu s okresem Brezno v Banskobystrickém kraji a na východě s okresem Poprad v Prešovském kraji. Část svojí severovýchodní hranice v Tatrách sdílí i s Polskem.
Na území okresu je:
- Tatranský národní park[1]
- Národní park Nízké Tatry[2]

## Sídla v okrese Liptovský Mikuláš
Správním střediskem okresu je město Liptovský Mikuláš. Druhým největším městem okresu je Liptovský Hrádok.

## Vodstvo okresu Liptovský Mikuláš
Téměř celá část vodstva okresu patří do povodí řeky Váh (povodí veletoku Dunaj, úmoří Černého moře), která je pomyslnou osou okresu. Velmi malá část vodstva okresu patří na jihu do povodí řeky Hron (povodí veletoku Dunaj, úmoří Černého moře) a na severu do povodí nejdelšího polského veletoku Wisła (úmoří Baltského moře). Největším vodním dílem v okrese je přehrada Liptovská Mara.